# Бёклин, Арнольд
Арно́льд Бёклин (нем. Arnold Böcklin; 16 октября 1827, Базель, Швейцария — 16 января 1901, Сан-Доменико-ди-Фьезоле, Италия) — швейцарский живописец, график, скульптор; один из выдающихся представителей символизма в европейском изобразительном искусстве XIX века.

## Биография
Арнольд Бёклин был третьим ребёнком в семье производителя шёлка Кристиана Фридриха Бёклина из Штайненфорштадта в Базеле. Он получил первые уроки рисования в Базеле, в 1845—1847 годах учился в Дюссельдорфской академии художеств у исторического живописца Ф. Т. Хильдебрандта и пейзажиста И. В. Ширмера, затем в Мюнхене, где обратил на себя внимание известного мецената графа фон Шака. В 1847 году он отправился в учебную поездку по Бельгии с Рудольфом Коллером, был впечатлен работами Питера Пауля Рубенса. Дальнейшие поездки привели молодого художника в Нидерланды и Швейцарию. В 1848 году он отправился в Париж и учился в Школе Лувра. Затем последовала работа в мастерской швейцарского пейзажиста Александра Калама. Бёклин работал в Базеле до 1850 года, где написал свои первые пейзажи.
В 1850—1857 годах Бёклин с перерывами жил и работал в Риме, изучая творчество старых мастеров. В Риме Бёклин примкнул к «Римскому кружку» (нем. Römischer Kreis), группе немецких неоклассицистов, работавших в Италии: философу Конраду Фидлеру, живописцу Хансу фон Маре и скульптору Адольфу фон Гильдебранду. Во время своего семилетнего пребывания в Италии испытал влияние пейзажистов Гаспара Дюге и Франца-Дребера. В 1853 году Бёклин женился на Анджеле Паскуччи, которая стала моделью для многих его картин. В 1857 году супруги переехали в Базель.
В 1860—1862 годах Арнольд Бёклин при поддержке графа Адольфа Фридриха фон Шака преподавал в качестве профессора Саксонской Велико-герцогской школы искусств в Веймаре. В 1861 году он был в Риме и посетил Неаполь и Помпеи. В 1866 году Бёклин вернулся в Базель из Рима. В 1868 году Якоб Буркхардт поручил ему оформить садовую комнату в своем доме в Базеле фресками.
С осени 1874 года по апрель 1885 года Арнольд Бёклин жил во Флоренции. Здесь были созданы основные варианты его самой знаменитой картины «Остров мёртвых».
Арнольд Бёклин был экстравагантной творческой личностью, он мечтал о полётах в небе с помощью аппарата без двигателя, подобном тем, что рисовал Леонардо да Винчи. Около 1855 года в Риме он построил такой летательный аппарат и попытался испытать его, получив разрешение через кардинала немецкой курии от Папы Пия IX. Однако инквизиция предъявила ордер на арест Бёклина и он бежал из Рима. В 1883 году он потерпел неудачу в таком же эксперименте в Берлине.
С 1885 по 1892 год Бёклин жил в своей студии в Хоттингене в окрестностях Цюриха; в его мастерской с 1886 по 1891 год работал выпускник Мюнхенской академии изобразительных искусств Альберт Вельти. После инсульта в 1892 году он поселился недалеко от Флоренции с женой и сыновьями, а затем переехал на Виллу Белладжио (Villa Bellagio) во Фьезоле. Бёклин умер на своей вилле и был похоронен 18 января 1901 года на протестантском евангелическом кладбище недалеко от Флоренции. Его надгробие в виде колонны дорического ордера спроектировал его сын Карло. На надгробии имеется надпись, латинская фраза из оды Горация: «Non omnis moriar» (Не всё умирает).
Произведения Бёклина были показаны на ретроспективной выставке в Кунстхалле Базеля в 1897 году день его 70-летия, и позднее, 30 лет спустя, в 1927 году к 100-летию со дня его рождения. К 100-летию со дня смерти Арнольда Бёклина в 2001 году здание его студии в Цюрихе было реставрировано. Фонд Арнольда Бёклина основал музей Сада-студии художника. В том же 2001 году состоялась масштабная ретроспективная выставка работ художника.

## Творчество

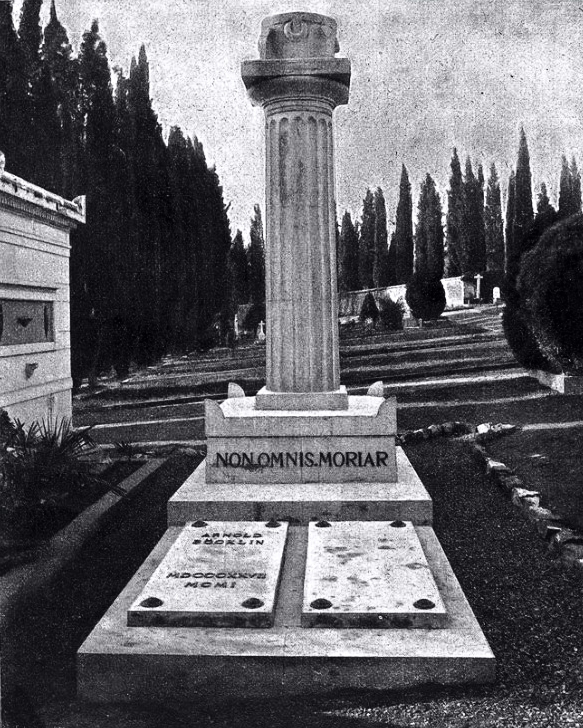
Надгробие А. Бёклина. Евангелическое кладбище близ Флоренции

Картины Арнольда Бёклина, необычно насыщенны по цвету и плотны по тону. В них присутствует вымышленный художником мир, часто нарочито таинственный. Бёклин решительно порвал с академической живописью и натурализмом, доминировавшим в изобразительном искусстве второй половины XIX века. Вначале Бёклин писал романтические пейзажи с мифологическими фигурами, затем — фантастические сцены с нимфами и морскими чудовищами («Тритон и Нереида», 1873—1874).
Арнольд Бёклин является одним из главных представителей немецкого символизма. Но «его второй родиной стала Италия, там он нашёл свой художественный стиль, там же окончил свои дни». Свою самую знаменитую картину «Остров мёртвых», очень немецкую по духу, Бёклин также создал в Италии, во Флоренции. Одна из самых мрачных и тревожных картин европейского символизма отражала романтические настроения того времени, накануне эпохи модерна. Её признали «своей» немецкие романтики и символисты, увидев ней «тевтонский дух». «Романтизм Бёклина, — писал в начале XX века русский художественный критик С. К. Маковский, — ещё в первое его посещение Италии принял мифологический и исторический характер… Художник натурализует образы классической поэзии, придавая им чисто германский, национальный колорит». Маковский называл метод художника «интимным пантеизмом».
Бёклин не давал названий своим картинам, никогда их не подписывал и не датировал. Постоянным покупателем его произведений был немецкий писатель, меценат и коллекционер Адольф Фридрих фон Шак, поддерживавший немецких символистов, он же, вероятно, дал наименования большинству картин Бёклина.
Репродукции картин Бёклина, главным образом «Острова мёртвых», были очень популярны в Европе в начале XX века. Владимир Набоков в романе «Отчаяние» (1934) заметил, что их можно «найти в каждом берлинском доме».
Символизм Арнольда Бёклина оказывал влияние на «метафизическую живопись» Джорджо де Кирико. Сюрреалисты, такие как Макс Эрнсти Сальвадор Дали, считали Бёклина одним из своих предшественников и хвалили его как «блестящего и ироничного художника».
Картины Бёклина, особенно «Остров мёртвых», вдохновляли писателей, поэтов и музыкантов. С. В. Рахманинов под впечатлением от картины написал симфоническую поэму «Остров мёртвых» (1909). Немецкий композитор-романтик Генрих Шульц-Бойтен также написал симфоническую поэму «Остров мертвых» (Die Toteninsel, 1890). Макс Регер создал в 1913 году цикл композиций для симфонического оркестра «Четыре поэмы по А. Бёклину» (Vier Tondichtungen nach A. Böcklin, Op.128), в котором третья часть называется «Остров мёртвых» (Die Toteninsel).
Третий вариант картины «Остров мёртвых» (1883) в 1933 году приобрёл Адольф Гитлер. Фюрер считал Бёклина «своим художником» за «истинно тевтонский дух». Картина сначала находилась в его личной резиденции в Бергхофе, а после 1940 года украшала кабинет Рейхсканцелярии в Берлине. Кроме неё в коллекции Гитлера находилось ещё десять произведений Бёклина.
Фамилия «Бёклин» также вошла в историю искусства, благодаря оригинальному шрифту в стиле модерн, созданному после смерти художника в 1904 году Отто Вайзертом и названному «Arnold Böcklin».

## Галерея

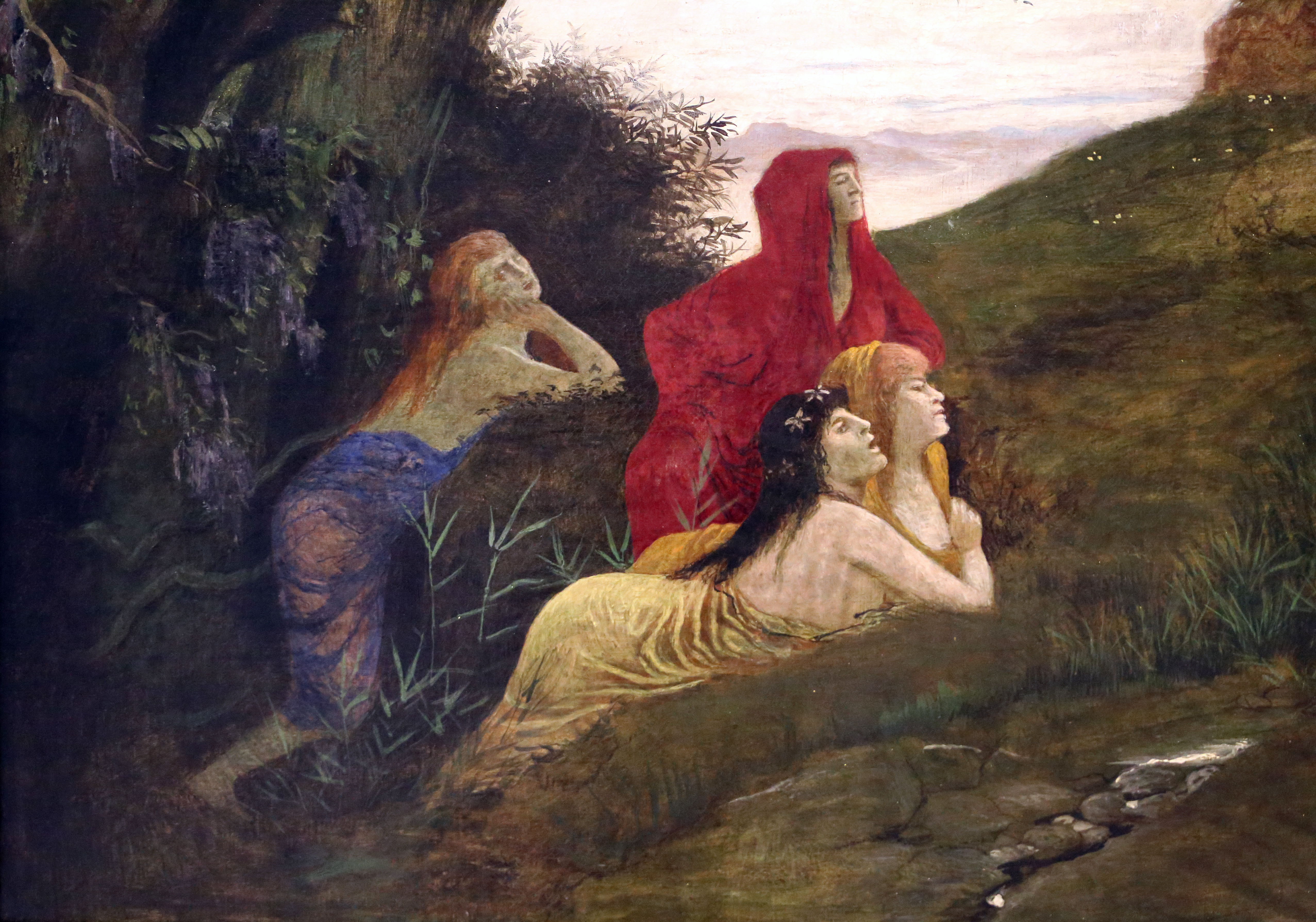
Пан и дриады. 1897. Музей фон дер Хейдта, Вупперталь
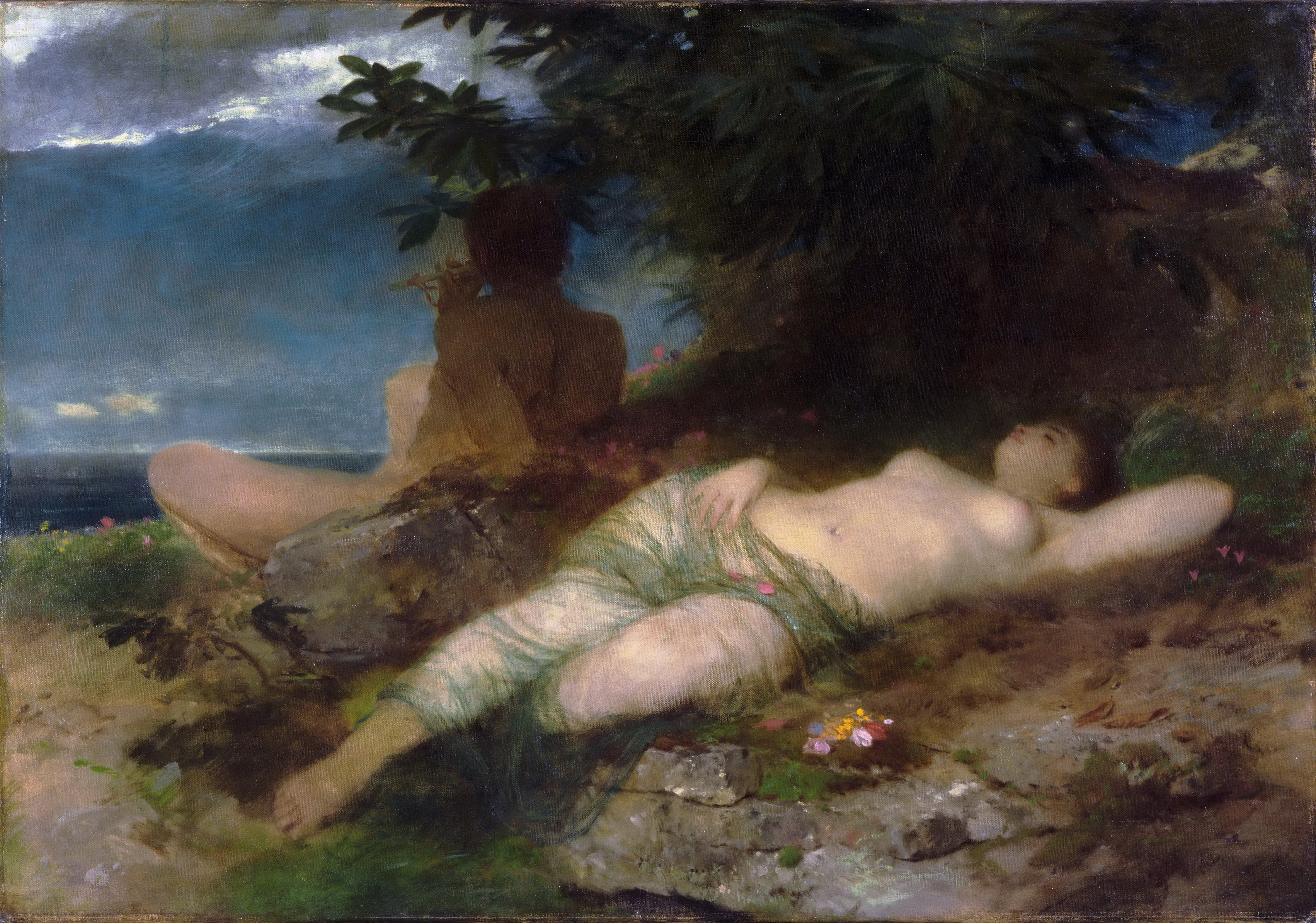
Нимфа и Сатир. 1871. Художественный музей Филадельфии
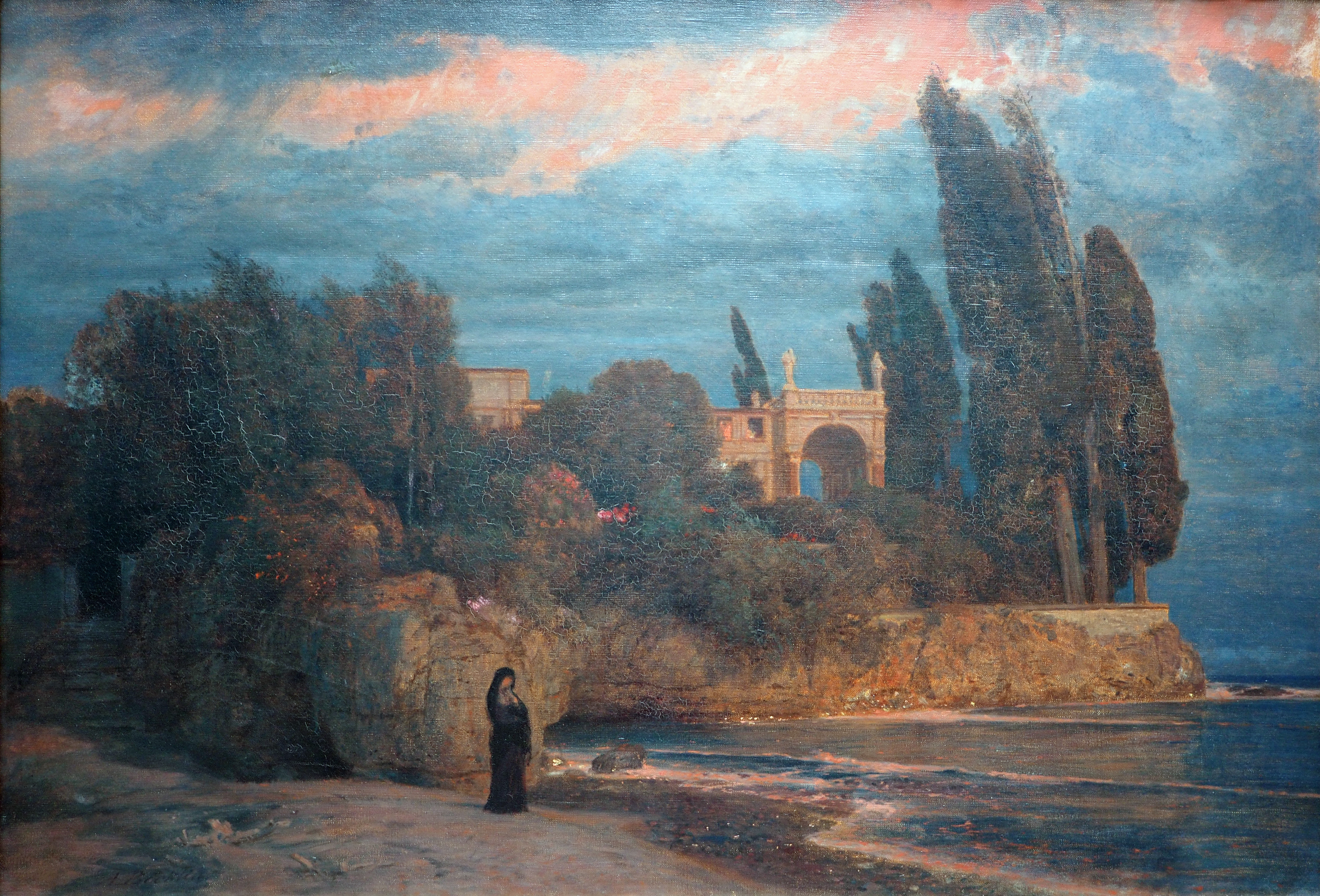
Вилла на море. Третий вариант. 1871–1874. Музей Штеделевского института, Франкфурт-на-Майне
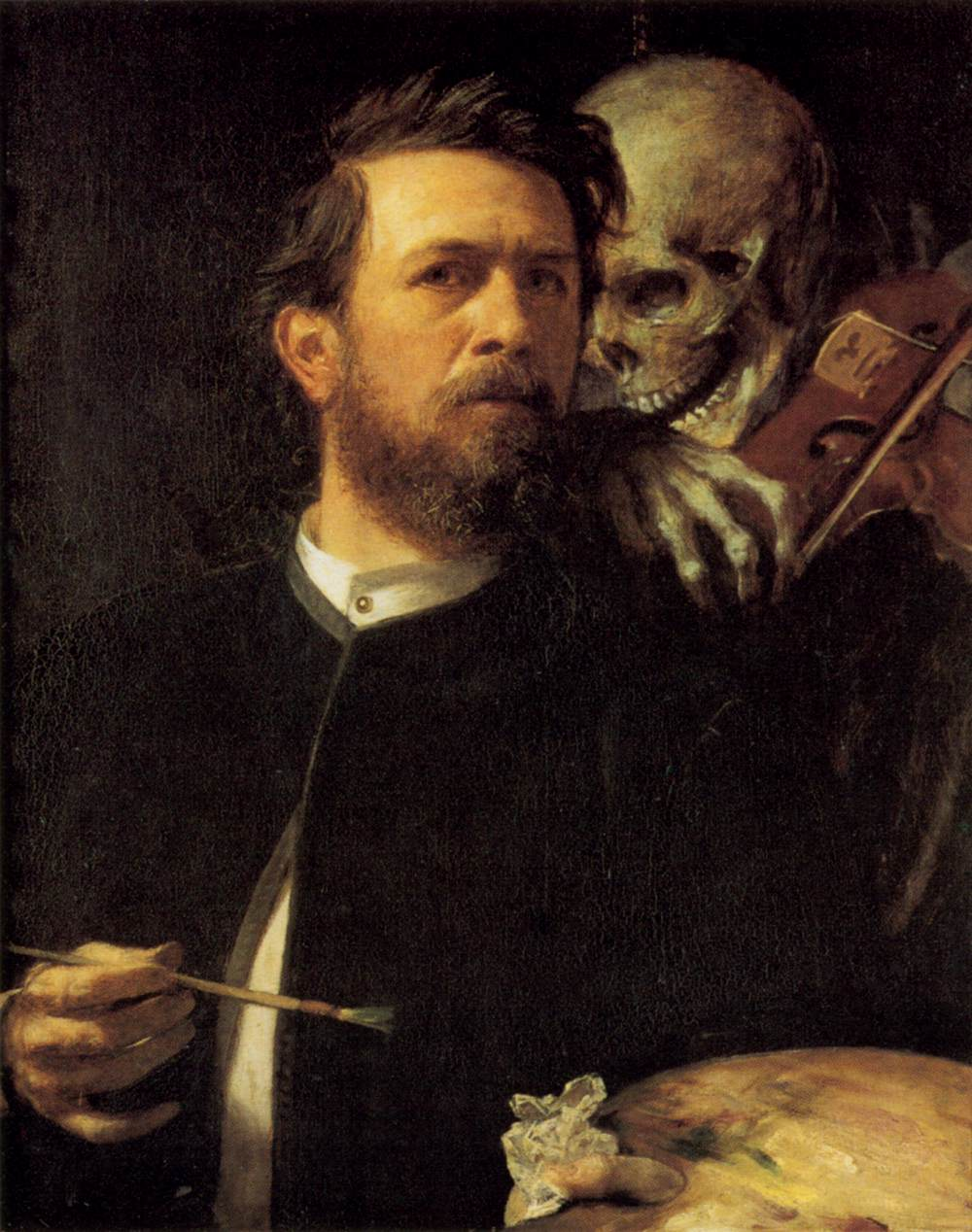
Автопортрет со Смертью, играющей на скрипке. 1872. Старая национальная галерея, Берлин
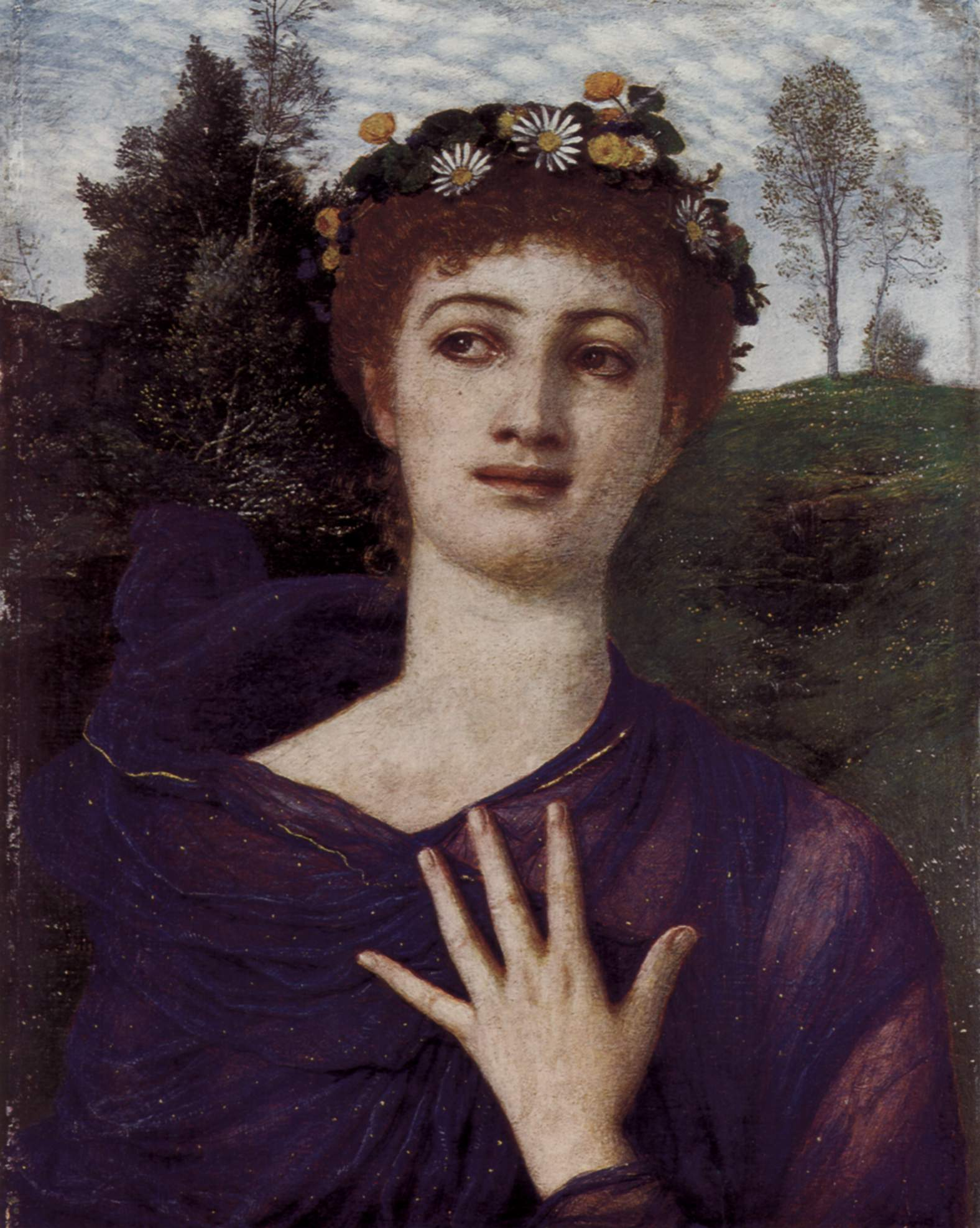
Весна. 1875. Музей изобразительных искусств, Лейпциг
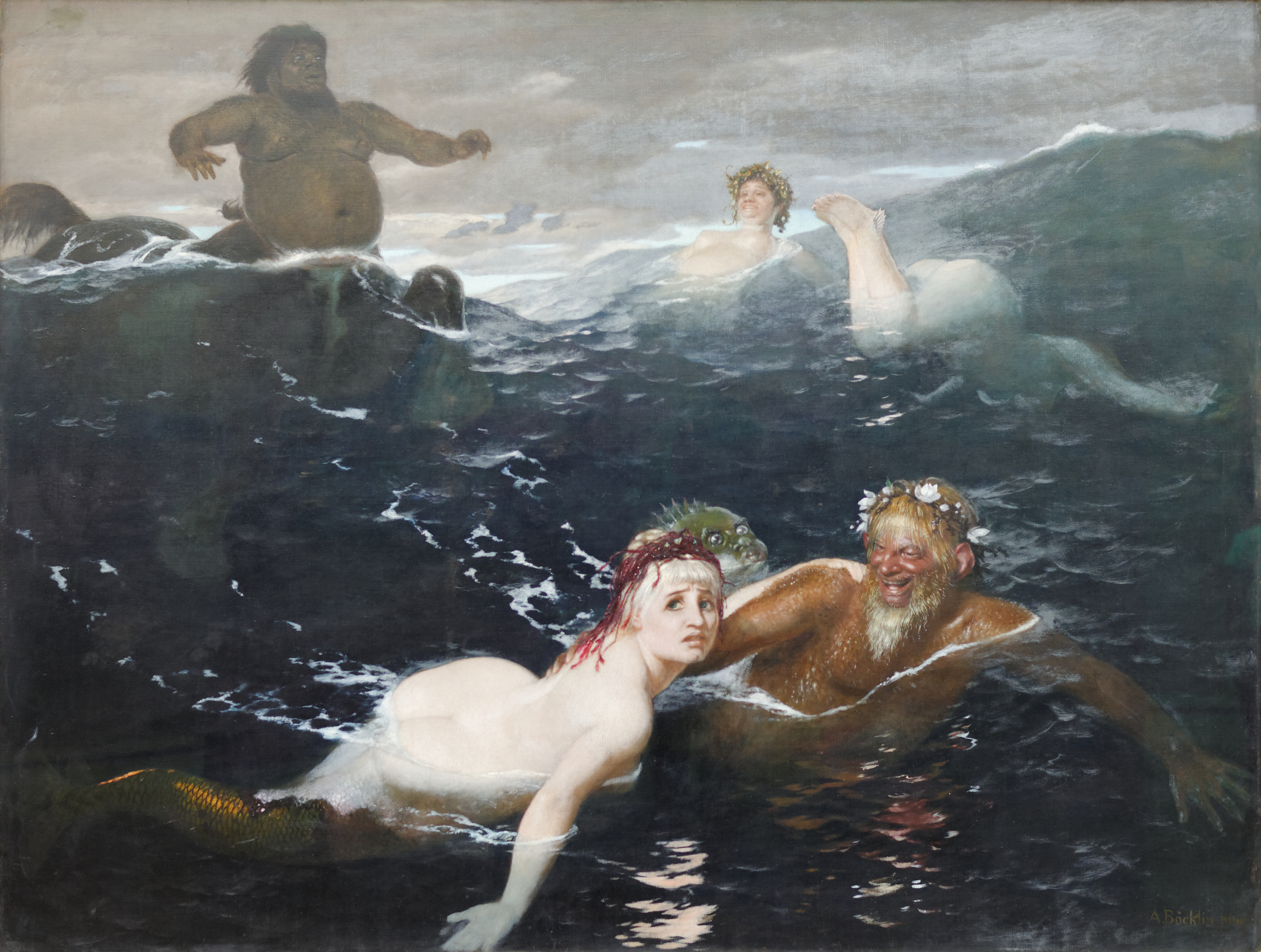
В игре волн. 1883. Новая Пинакотека, Мюнхен
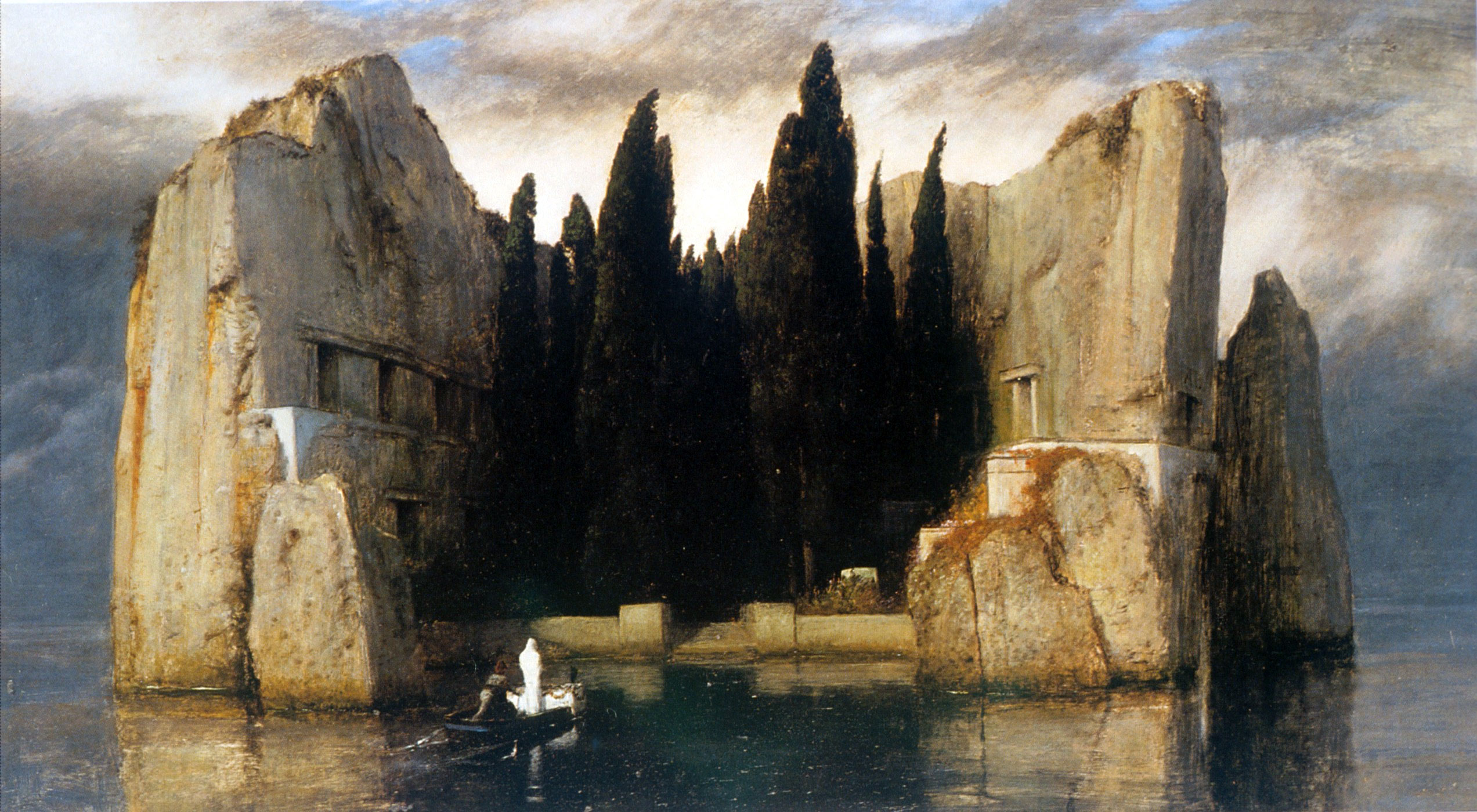
Остров мёртвых. Третий вариант. 1883. Старая национальная галерея, Берлин